# Bevölkerungsmittelpunkt

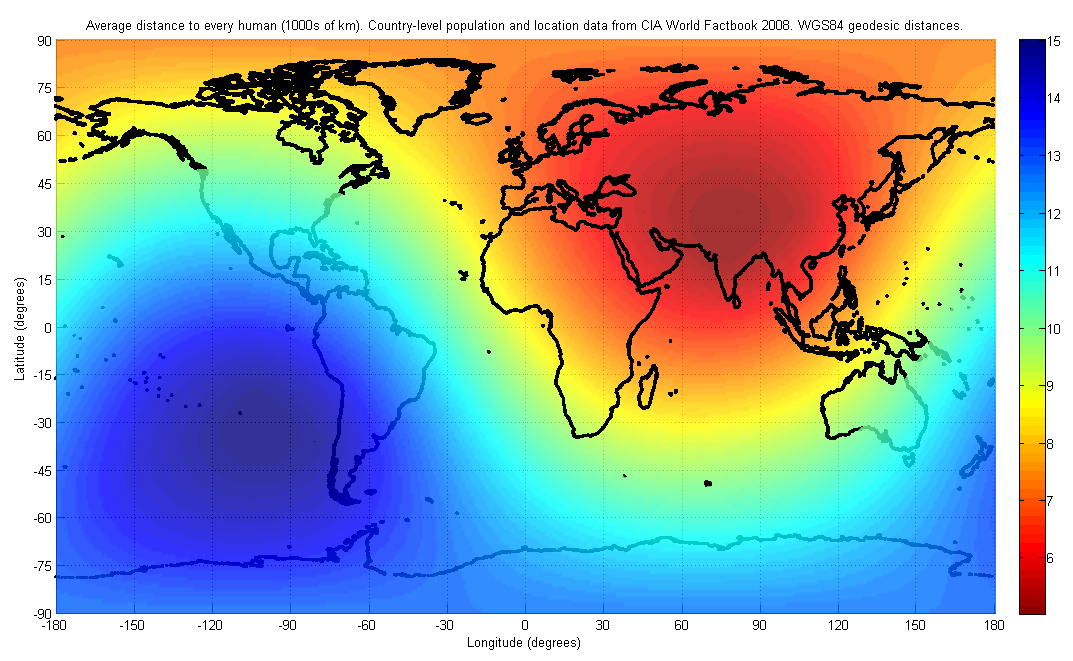
Der Punkt auf der Erde, zu dem alle Erdbewohner im Durchschnitt den kürzesten Weg haben, liegt im nördlichen Teil von Südasien mit einer mittleren Entfernung von 5000 km. Sein antipodaler Punkt ist entsprechend der am weitesten entfernte Punkt für alle Menschen der Erde. Er befindet sich im Südpazifik in der Nähe der Osterinsel, mit einer mittleren Entfernung von 15.000 km.

Der Bevölkerungsmittelpunkt ist der Punkt, zu dem alle Einwohner eines Gebietes durchschnittlich den kürzesten Weg haben. Er berücksichtigt nur die Entfernung, lässt aber die Erreichbarkeit (Lage, Gebirge usw.) außer Acht. Der Bevölkerungsmittelpunkt ist also eine nachträglich auferlegte Größe. Deshalb ist er selten gleich der Hauptstadt eines Gebietes, oft nicht einmal in bewohntem Gebiet.

## Bevölkerungsmittelpunkt der Vereinigten Staaten
Der Bevölkerungsmittelpunkt verschob sich durch die fortgesetzte Westwanderung von Baltimore (Maryland) an der Ostküste (1790) kontinuierlich und gerade nach Westen und erreichte 1900 das südöstliche Indiana. Im 20. Jahrhundert ist der Schwerpunkt in südwestlicher Richtung weitergewandert und hat 1980 den Mississippi überschritten.

## Liste der Bevölkerungsmittelpunkte
| Demografischer Mittelpunkt von | Gebiet                    | Ort                       | Positionskordinaten   | Hinweise                         |
| ------------------------------ | ------------------------- | ------------------------- | --------------------- | -------------------------------- |
| Australien                     | New South Wales           | ≈39 km östlich Ivanhoe    | 32° 55′ S, 144° 47′ O | [ 3 ]                            |
| Belgien                        | Region Brüssel-Hauptstadt | Woluwe-Saint-Lambert      | 50° 51′ N, 4° 27′ O   |                                  |
| Dänemark                       | Midtjylland               | Samsø Bælt                | 55° 51′ N, 10° 55′ O  |                                  |
| Deutschland                    | Hessen                    | Spangenberg               | 51° 7′ N, 9° 42′ O    | 2004                             |
| Finnland                       | Kanta-Häme                | Hauho                     | 61° 10′ N, 24° 33′ O  |                                  |
| Frankreich                     | Centre-Val de Loire       | Bourges                   | 47° 5′ N, 2° 24′ O    | einschließlich Korsika           |
| Italien                        | Umbrien                   | Monteleone d’Orvieto      | 42° 55′ N, 12° 3′ O   | einschließlich Sardinien         |
| Japan                          | Gifu                      | Seki                      | 35° 30′ N, 136° 55′ O |                                  |
| Kanada                         | Ontario                   | Richmond Hill             | 43° 53′ N, 79° 26′ W  | 1986                             |
| Kasachstan                     | Gebiet Qaraghandy         | Hungersteppe              | 46° 53′ N, 69° 54′ O  |                                  |
| Kirgisistan                    | Oblus Dschalal-Abad       | Bezirk Toktogul           | 41° 38′ N, 73° 35′ O  |                                  |
| Luxemburg                      | Luxemburg                 | Rollingergrund, Bambësch  | 49° 39′ N, 6° 6′ O    |                                  |
| Niederlande                    | Utrecht                   | Austerlitz                | 52° 5′ N, 5° 20′ O    |                                  |
| Norwegen                       | Innlandet                 | ≈30 km westl. Lillehammer | 61° 4′ N, 9° 55′ O    |                                  |
| Portugal                       | Região de Leiria          | Abiul                     | 39° 53′ N, 8° 32′ W   | nur Festland                     |
| Russland                       | Republik Baschkortostan   | Ufa                       | 54° 44′ N, 55° 58′ O  |                                  |
| Schweden                       | Örebro län                | Hjortkvarn                | 58° 54′ N, 15° 26′ O  |                                  |
| Spanien                        | Kastilien-La Mancha       | El Valle de Altomira      | 40° 14′ N, 2° 44′ W   | nur Festland                     |
| Usbekistan                     | Provinz Jizzax            | Zafarobod                 | 40° 20′ N, 67° 50′ O  |                                  |
| Vereinigte Staaten             | Missouri                  | Plato                     | 37° 30′ N, 92° 14′ W  | 2011                             |
| Großbritannien (Insel)         | Leicestershire            | Appleby Parva             | 52° 41′ N, 1° 33′ W   | 2000, mit Inseln ohne Nordirland |
| Österreich                     | Niederösterreich          | St. Georgen am Reith      | 47° 51′ N, 14° 53′ O  | 2020, Über Hauptwohnsitze        |